# Izran
Izran (uitspraak: iezrèn; enkelvoud izri) zijn tweeregelige orale gedichten uit Noord-Marokko in de Riffijnse taal (het Tarifit of Tmazight). Ze worden meestal gemaakt en gezongen door vrouwen.
Izran worden gezongen in de persoonlijke sfeer en op feesten, met name bruiloftsfeesten en naamgevingsfeesten na de geboorte van een kind. Tijdens feesten worden izran ook vertolkt door professionele muzikanten, de imdyazen.
De Riffijnse izran lijken in vorm en/of thematiek op de izlan uit de Midden-Atlas in het oosten van Marokko en de izlan uit Kabylië in het noorden van Algerije.

## Vorm
Izran bestaan uit twee regels, soms drie of vier. De versregels hebben dezelfde lengte en kunnen 10 à 15 lettergrepen bevatten, met een cesuur (ongeveer) in het midden. De verzen hebben eindrijm; rijmen kan ook op een medeklinker.

## Genres
De Spaanse musicoloog Julio Ruda maakt een onderscheid tussen:
- Feestelijke izran die bij elke gelegenheid gezongen kunnen worden en uitsluitend bedoeld zijn om plezier te maken. Deze kunnen ook door mannen worden gezongen.

Bij God wat hebben we gegeten en gedronken 
Er is zelfs thee overgebleven op het dienblad.
- Izran die een functie hebben in de huwelijksceremonie, zoals lofliederen op bruid, bruidegom of familieleden, of protocolverzen, bijvoorbeeld om een huwelijk aan te kondigen of afscheid te nemen van de bruid in haar ouderlijk huis.

Onze bruid, het appeltje van de bruidegom 
Zoals de rode zon die opkomt boven de bergen.
- Ralla buya-izran. Deze worden vooral gezongen tijdens bruiloftsfeesten. Elke izri wordt afgewisseld door het ralla buya-refrein. Een van de formuleringen van het refrein is: a ya ralla yara, a ya ralla buya. Deze izran zijn vaak een persoonlijke expressie van de zangeressen en worden soms (deels) geïmproviseerd. In het verleden konden ze bestemd zijn voor een specifieke toehoorder in het publiek. Ze kunnen ook een reactie zijn op een gedicht van anderen.

Mijn vlees en botten gingen onder de scanner 
De dokter zei: de uitslag is verliefheid. 

## Vertolking
Vrouwen zingen vaak izran tijdens huishoudelijke taken en in de Rif ook tijdens ander vrouwenwerk zoals water halen, kleren wassen en weven. Bij feestelijke gelegenheden begeleiden ze zichzelf op tamboerijnen met een snare (adjun; in het Arabisch bendir). Er kunnen zich twee groepen vormen die elkaar deels herhalen of op elkaar reageren, onderbroken door het ralla buya-refrein. Daarbij doen ze een lijndans: de vrouwen stellen zich tegenover elkaar op, bewegen in kleine pasjes naar elkaar toe en daarna weer terug. Toen jonge, ongetrouwde vrouwen nog optraden voor een mannelijk publiek deden ze dit vaak in groepjes van vier. De bijbehorende dans bestond uit twee fases: eerst een langzame zijdelingse verplaatsing in een cirkel, daarna snelle bewegingen van heupen en schouders zonder verplaatsing.
Ook mannen zingen izran maar hun repertoire is beperkter en ze doen het over het algemeen alleen binnen de familie of onder elkaar. In de openbaarheid wordt de mannelijke stem uitsluitend vertolkt door professionele muzikanten, de imdyazen (enkelvoud amdyaz)  Ze maken behalve van de tamboerijn ook gebruik van andere trommels, van fluiten (tamja) en van de traditioneel Berberse zammar en de Arabische ghaita, blaasinstrumenten met dubbelriet. De imdyazen hebben ook hun eigen dansen. De aanduiding amdyaz wordt tegenwoordig in de Rif als neerbuigend beschouwd.

## Thema’s
De ralla buya-izran gaan meestal over liefde en relaties: gevoelens van verliefdheid, een lofzang op vriend of man, de hoop op een snel huwelijk, woede over een verbroken relatie, verdriet over eenzaamheid, bijvoorbeeld omdat de geliefde in Algerije of Europa werkt. Ook andere thema’s kunnen aan de orde komen, zoals sociale kritiek of oorlog. Er zijn veel izran overgeleverd over de Riffijnse onafhankelijkheidsstrijd (1921-1926). Sommige van deze izran zijn geïntegreerd in het epische gedicht over deze oorlog: Dhar Ubarran. De imdyazen ontlenen een deel van hun izran aan de vrouwen, maar hebben daarnaast een eigen repertoire, waarin seksuele toespelingen voorkomen. Ze zingen ook in het Arabisch.

## Historische ontwikkelingen
De geschreven bronnen gaan niet verder terug dan het begin van de twintigste eeuw en concentreren zich op het openbare gedeelte van het bruiloftsfeest. Zowel getrouwde als ongetrouwde vrouwen mochten toen zingen en dansen. Mannen zongen en dansten niet in het openbaar maar konden, in ieder geval in het eerste kwart van de twintigste eeuw, een toepasselijk lied laten zingen door een amdyaz. Deze maakte ook verzen op bestelling.
De izran van zowel vrouwen als mannen konden een boodschap zijn voor een van de toehoorders en op deze wijze tegelijk voor het hele publiek. Daarbij bestond veel vrijheid van spreken.  Tijdens de Riffijnse onafhankelijkheidsstrijd tegen Spanje (1921-1926) werd de openbare zang en dans van getrouwde vrouwen verboden. Tegen het eind van de twintigste eeuw is ook het openbare zingen van de jonge, ongetrouwde vrouwen verdwenen. Ten gevolge van deze ontwikkelingen hebben de izran hun sociale functie grotendeels verloren en zijn de gedichten speelser van karakter geworden.

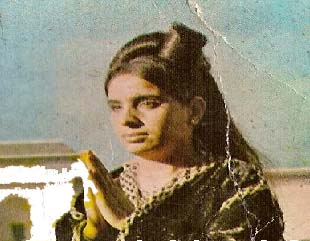
Mimount n Salwan

Vanaf eind jaren zestig zijn er opnames gemaakt voor radio, grammofoonplaat en muziekcassette van muziekgroepen die izran zongen of integreerden in een lied. Ook zangeressen deden toen hun intrede in de professionele muziek en overvleugelden al snel de mannen in populariteit. Bekende zangeressen zijn Mimount n Salwan en Milouda al Hoceimia. Een bekende zanger is Moudrous. Izran worden, vooral door vrouwen, nog steeds gemaakt en gezongen, als persoonlijke expressie en als onmisbaar ingrediënt van een vrouwenfeest.

## Publicaties die izran bevatten
- Abdellah Bounfour, Amar Améziane avec la participation de Mustapha El Adak: Anthologie de la poésie berbère traditionnelle. Paris 2010. Bevat 85 izran in het Riffijns en het Frans.
- Ekram Hamú Haddú: Los izran: expresión poética y símbolo de la mujer rifeña. Granada, 2002. Bevat 120 izran in het Riffijns en het Spaans.
- Izranvantoen.nl. Website gewijd aan izran. Bevat circa 350 izran in het Riffijns en het Nederlands. Link naar de publicatie
- Rachida Mayssa, Khalid Mourigh: Izřan Izřan. Riffijns-Berberse (Tamazight) verzen, 2015. Bevat 290 izran in het Riffijns en het Nederlands. Verkrijgbaar als e-book. Link
- Souad Moudian: Constance et variation dans les chants traditionnels du Rif. In: Languages, cultures, communication L2C, volume 2, nr.1, 2017, p. 132-156. Bevat ruim 60 izran in het Riffijns en het Frans. Link naar de publicatie.